# Senec (okres Rakovník)
Senec (Duits: Senetz) is een Tsjechische gemeente in de regio Midden-Bohemen en maakt deel uit van het district Rakovník, ongeveer 4,5 km ten zuidwesten van Rakovník.
Senec telt 260 inwoners.

## Geschiedenis
Het dorp werd voor het eerst vermeld in 1380. Senec werd gesticht tijdens het bewind van koning Jan van Luxemburg.
De eerste bekende stadhouders waren Ota Majírek en zijn zoon Jan. In de 15e en 16e eeuw wisselde Senec vele malen van eigenaar. Tijdens de Dertigjarige Oorlog werd Senec volledig platgebrand. In 1869 werd er een school opgericht die in 1890 een nieuw gebouw kreeg. In juli 1933 werd een monument onthuld voor de slachtoffers van de Eerste Wereldoorlog.

## Verkeer en vervoer

### Wegen
De weg II/229 Rakovník - Kralovice ligt op 1 km afstand van het dorp.

### Spoorlijnen
Senec heeft geen station. Het dichtstbijzijnde station is Lubná aan lijn 162 Rakovník - Kralovice, op 1,5 km afstand van het dorp.

### Buslijnen

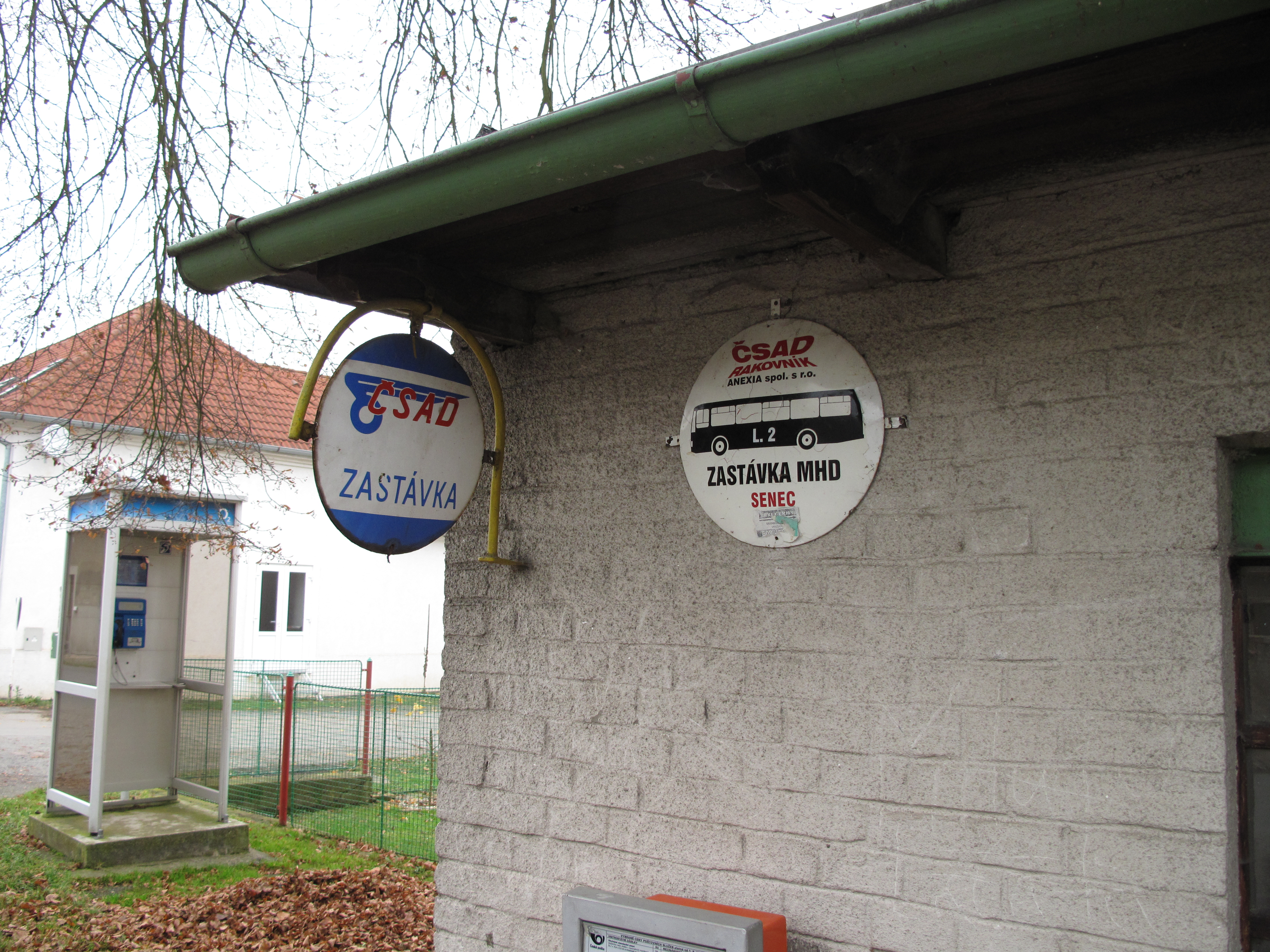
Bushalte in Senec

De volgende buslijnen halteren in het dorp:
- Rakovník - Lubna - op werkdagen 1 rit in beide richtingen (vervoerder: Transdev Střední Čechy)
- Rakovník - Lubná - Krakovec - Slabce - op werkdagen 6 ritten in beide richtingen (vervoerder: Transdev Střední Čechy)

In het weekend rijdt er geen bus door het dorp.

## Galerij

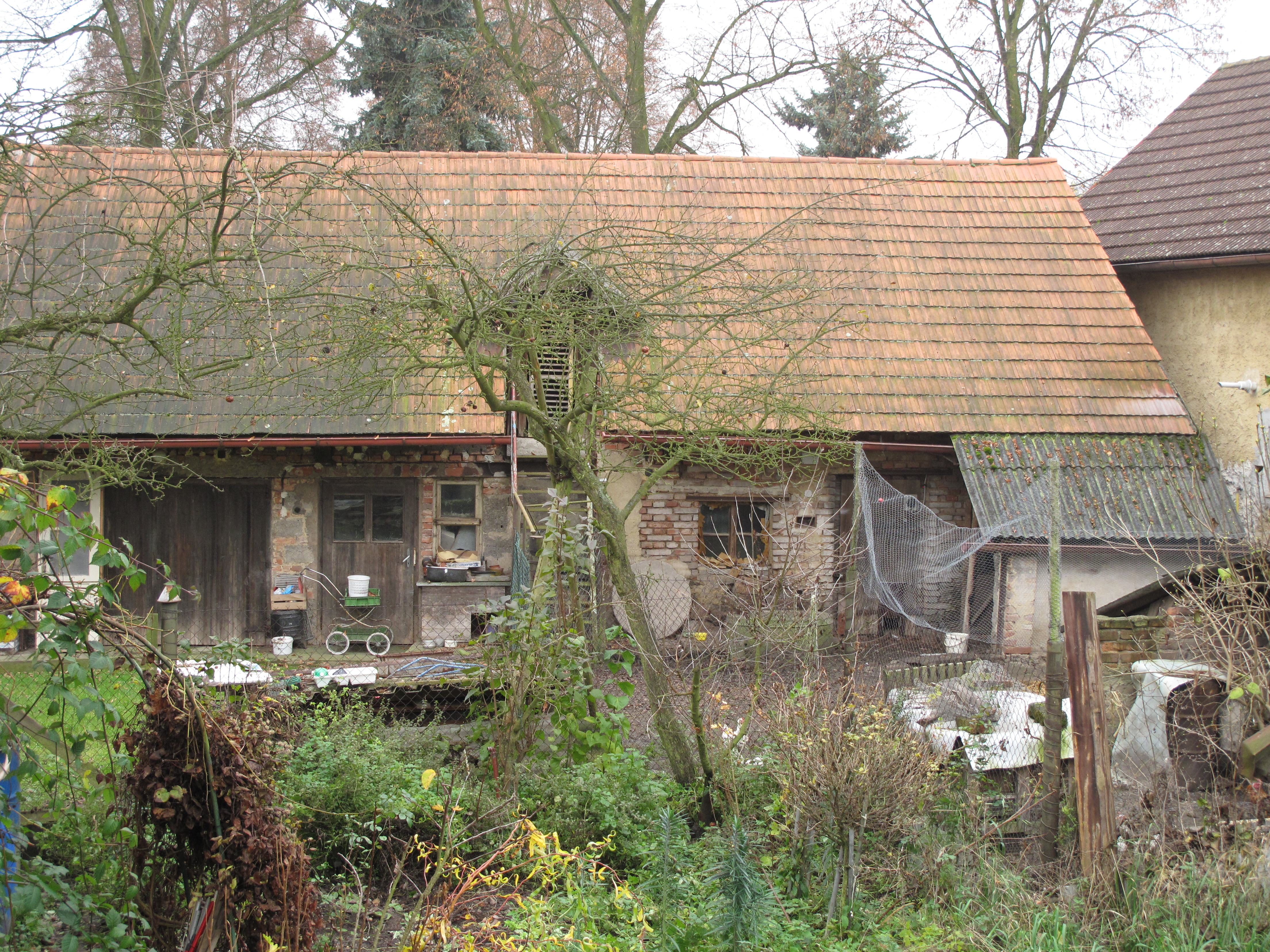
Binnenplaats van een boerderij
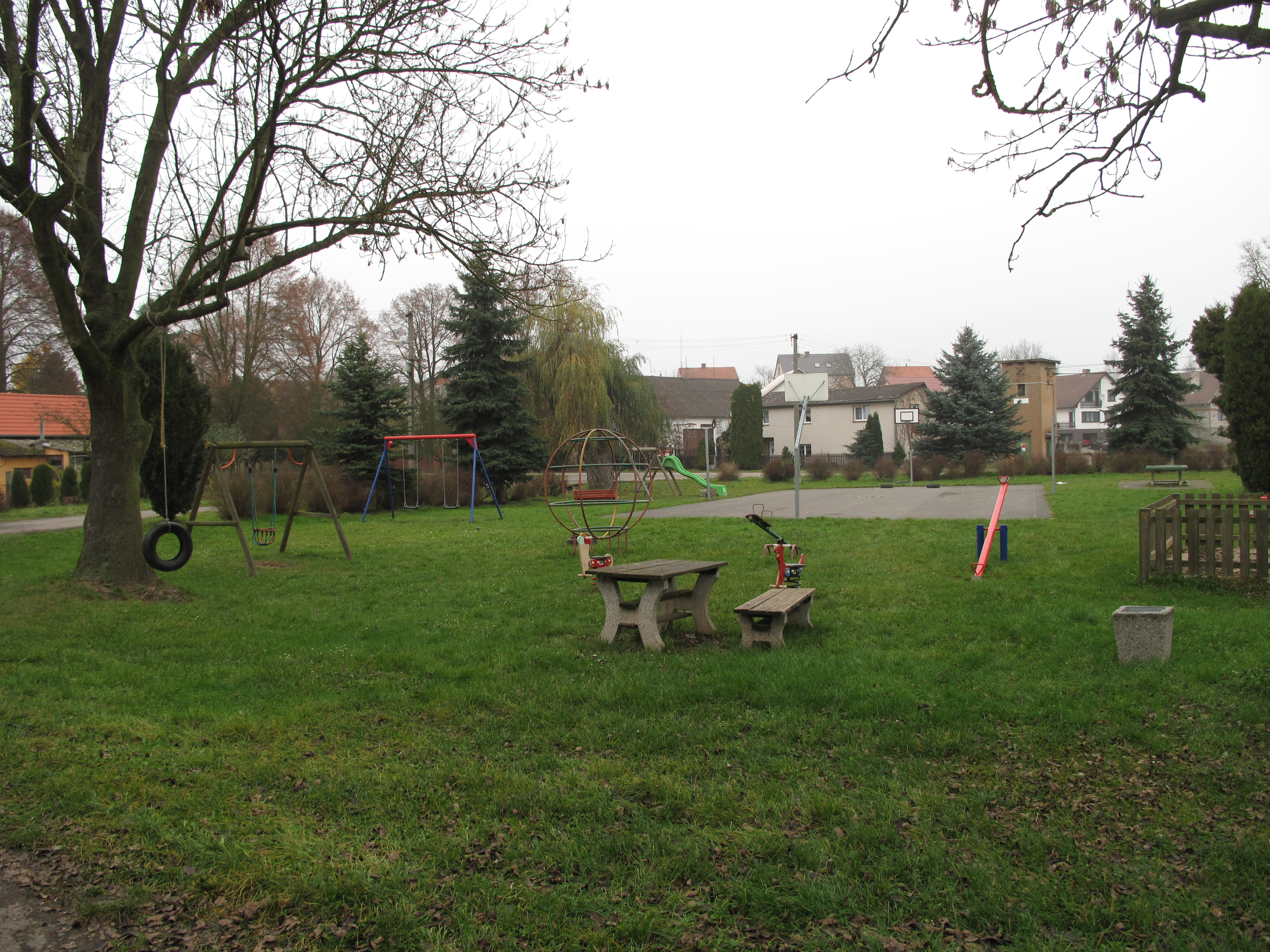
Speeltuin in Senec
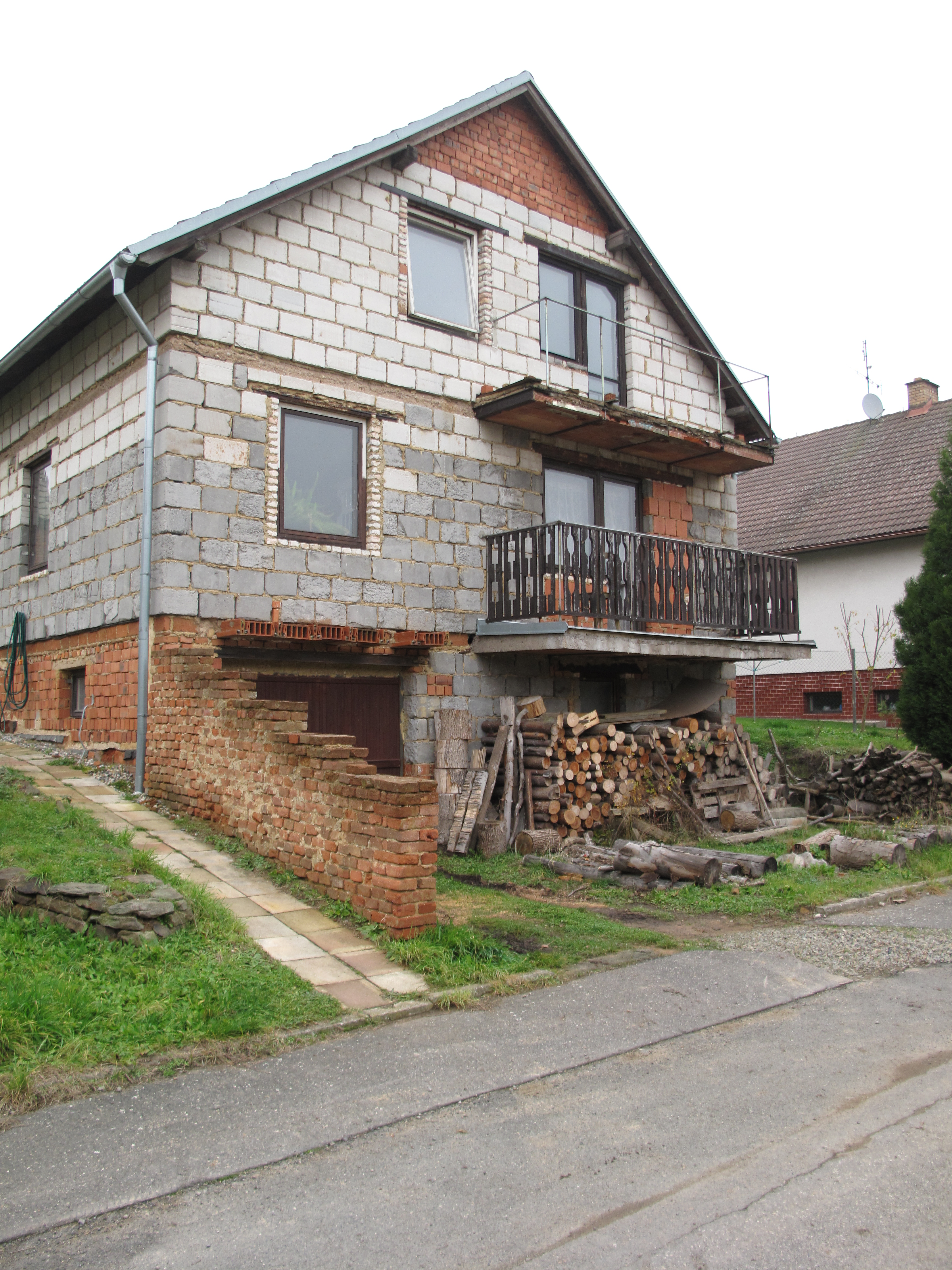
Huis in Senec
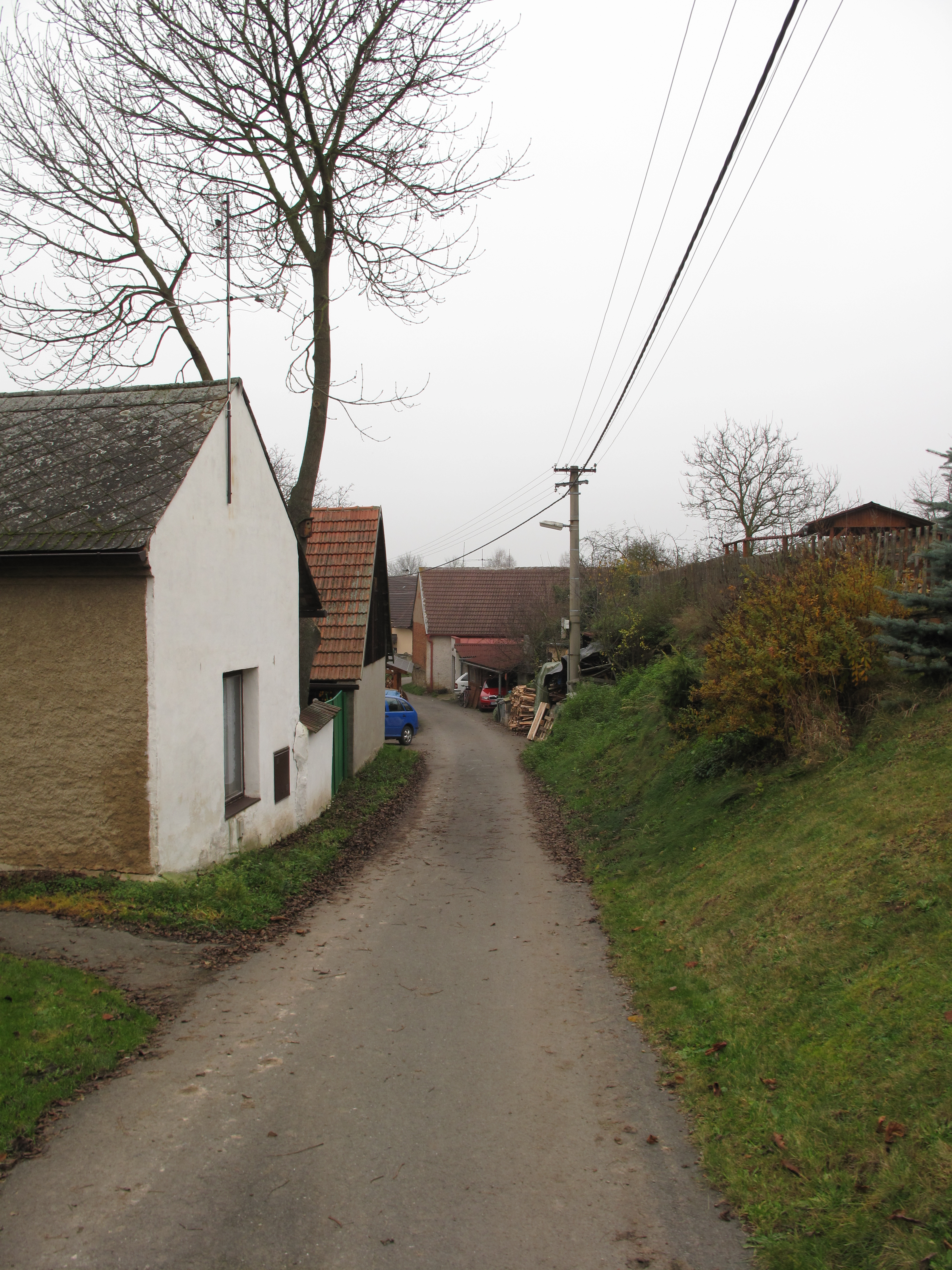
Smalle weg in Senec
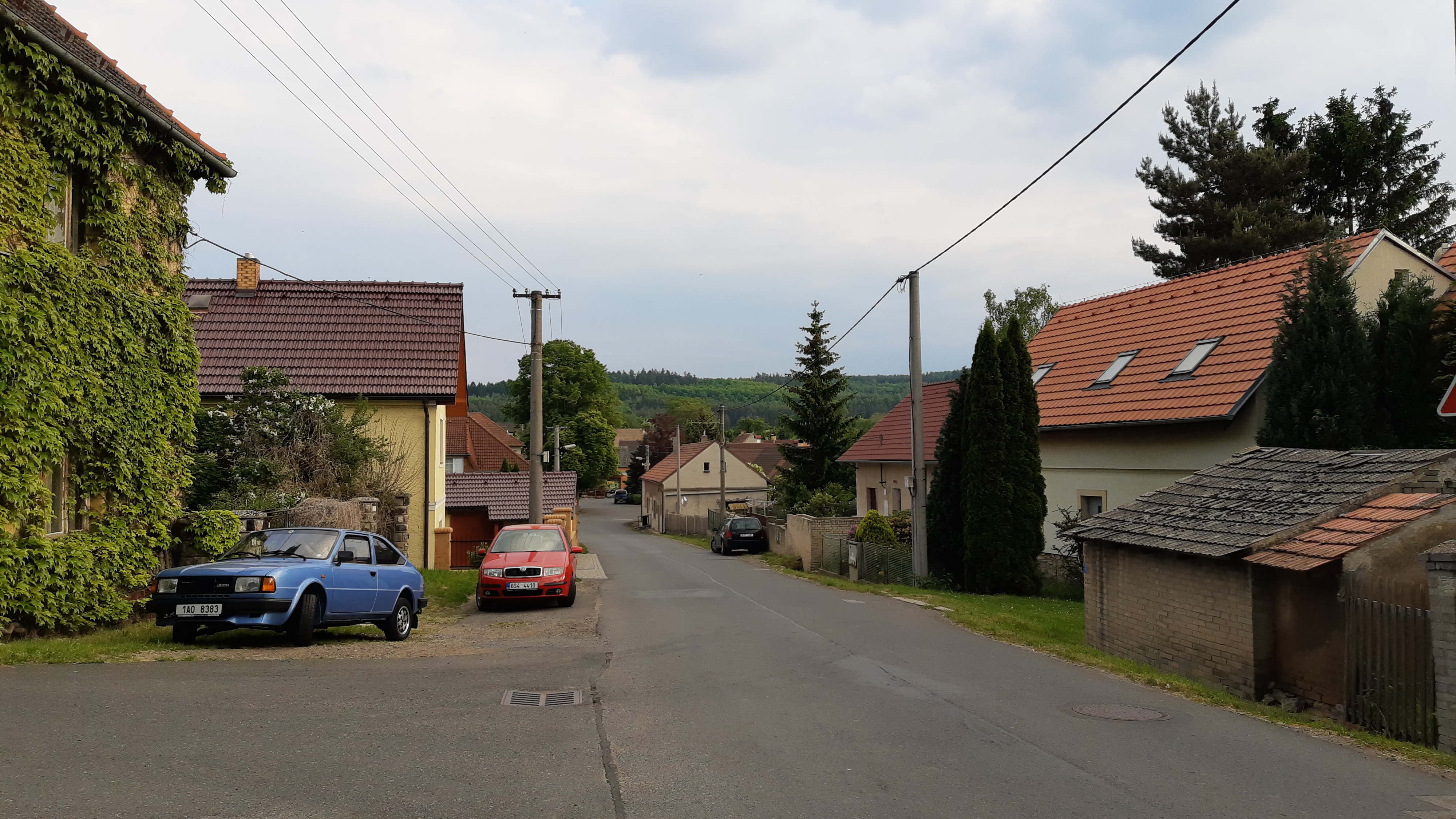
Weg aan de zuidkant van het dorp